# Pitești
Pitești è un municipio della Romania di 141 275 abitanti, capoluogo del distretto di Argeș, nella regione storica della Muntenia. È situata sulla sponda sinistra del fiume Argeș, importante affluente del Danubio.
È conosciuta come "città dei tulipani" (il tulipano è il simbolo della città) e ogni anno nel mese di aprile si tiene una festa con una mostra di fiori, il fiore di base è appunto il tulipano.
La città è tristemente nota anche per il carcere nel quale fu condotto, tra il 1949 e il 1952, un inumano esperimento, definito da Aleksandr Solgenitsin "il più terribile atto di barbarie del mondo moderno". Questo esperimento carcerario aveva lo scopo di rieducare gli oppositori del regime e creare uomini nuovi attraverso ininterrotte torture sia fisiche sia psicologiche, eseguite dai detenuti stessi su altri detenuti sotto la guida e l'istigazione di Eugen Turcanu. Quando incominciarono a diffondersi notizie sul carcere, Turcanu e gli altri esecutori diretti furono condannati a morte per evitare che ulteriori informazioni trapelassero riguardo all'esperimento e ai suoi ideatori.
La città ospita la sede della Dacia, azienda produttrice di autoveicoli.

## Infrastrutture e trasporti
Nella città è servita dalla autostrada A1, dalla DEx12 per Craiova ed è partenza della famosa strada Transfăgărășan.

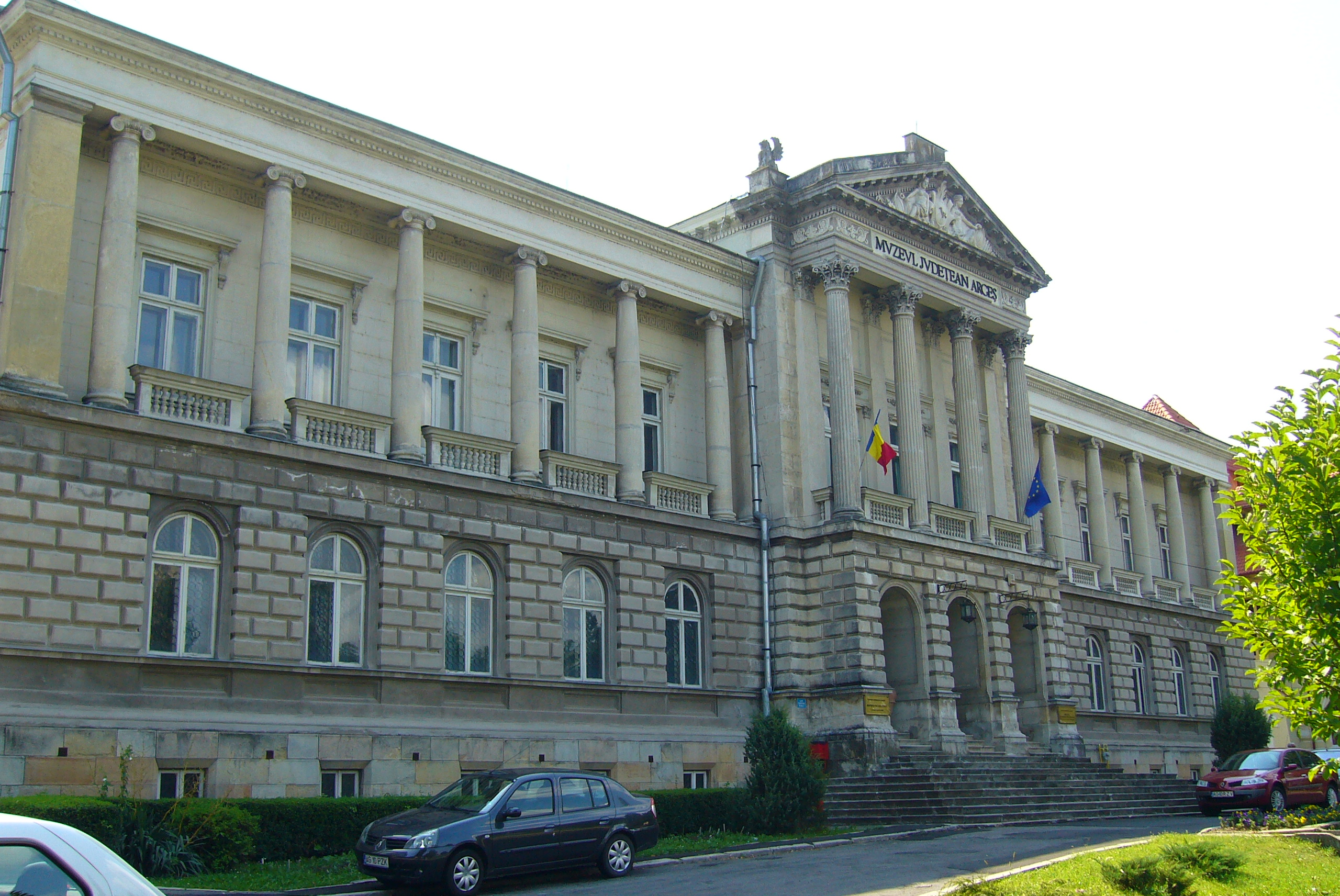
Museo

## Amministrazione

### Gemellaggi
- Caserta
- Kragujevac
- Springfield
- Borlänge

## Sport
La squadra di calcio della città è il Fotbal Club Argeș Pitești militante nella Liga I.